# 豊田剛一郎
豊田 剛一郎（とよだ ごういちろう、1984年5月23日 - ）は、日本の医師・経営者。株式会社メドレー執行役員。元代表取締役医師。

## 人物
東京都出身。開成中学校・高等学校を経て、東京大学医学部医学科卒業。開成中学校の同級生に、メドレー創業者の瀧口浩平がいる。
2020年2月、元テレビ朝日アナウンサーの小川彩佳と結婚したことが報じられ、2020年7月29日に第1子が誕生した。しかし、2021年2月3日、週刊文春により豊田の不倫が報じられ、豊田はこれを認めて謝罪し、社会的責任より、メドレーの代表取締役医師を辞任することを明らかにした。記事によると新型コロナウイルス感染症の世界的流行による緊急事態宣言の最中、妻と同い年でウェブデザインの仕事をする愛人女性と密会を重ね、不倫関係にあると報道された。関係は小川彩佳との結婚前後の2019年夏に急接近し、親しい関係になっていったとされる。
なお、豊田は今後もメドレーの常勤の取締役として職務に勤めるが、2021年12月期に発生する役員報酬を返上し、無報酬で勤務するとともに、現時点で本人が保有している税制適格ストックオプション（新株予約権）の未行使分（32万株分、発行済株式総数比率1.03%）についてこれを放棄する旨を申し入れたとされる。
2021年6月30日までに、不倫発覚から別居状態にあった小川彩佳との離婚が成立した。

## 家族・親族・関係者
- 元妻・小川彩佳（news23メインキャスター、元テレビ朝日アナウンサー）[7]
  - 2020年7月29日に第1子を出産。
- 父・豊田潤多郎（元衆議院議員、元大蔵官僚）[8]
  - 宮崎淳臣の三男。6歳の時に母方の豊田姓に改姓した[9]。
- 祖父・宮崎淳臣（宮崎神経科嵯峨病院（現・嵯峨さくら病院）創立者）[10][11]

## 著書
- 「ぼくらの未来をつくる仕事」（かんき出版 、2018年）ISBN 9784761273088

## 連載
- 豊田 剛一郎の「明日の医療の話を聞こう」[12]